# Paris Saint-Germain (Frauenfußball)
Die Frauenfußballabteilung Paris Saint-Germain Féminine des französischen Fußballvereins Paris Saint-Germain wurde 1971 gegründet. Sie spielt seit 2001 nach ihrem Titelgewinn in der Zweiten Liga in der Division 1 Féminine, der höchsten französischen Liga, und gewann 2021 erstmals die Französische Meisterschaft.
In den Jahren 2010, 2018 und 2022 wurden der Verein Französischer Pokalsieger. Nach der Übernahme von PSG durch die katarische Qatar Holding wurde 2012 auch die Frauenmannschaft durch die Investoren übernommen.

## Geschichte
Ein Jahr nach Gründung des Vereins Paris Saint-Germain Football Club wurde die Frauenauswahl gegründet. Sie begannen mit einem Team aus 33 Frauen in der niedrigsten Liga des Landes. Nach einer dramatischen Saison 1999/2000, in der Paris den Aufstieg in die erste Liga verpasste, weil sie ihr letztes Saisonspiel gegen den Aufstiegskandidaten Schiltigheim verloren, folgte in der darauffolgenden Saison 2001 der Aufstieg. In der Folge konnten sie sich stabil in der Division 1 Féminine halten, blieben aber noch weit entfernt von den Topteams der Liga. 2005 wurden vom damaligen Ligakonkurrenten CNFE Clairefontaine Sabrina Delannoy und Laure Boulleau verpflichtet, die zusammen über 400 für PSG bestritten und damit zu den Spielerinnen mit den meisten Einsätzen des Vereins gehören. Frauen- und Männermannschaft zusammengezählt ist Delannoy die Spielerin mit den sechstmeisten Einsätzen des Vereins. Vor ihr belegen nur noch ihre männlichen Kollegen Jean-Marc Pilorget, Sylvain Armand, Safet Sušić, Paul Le Guen und Marco Verratti die Plätze. In dieser Zeit kämpfte der Verein gegen den Abstieg, um Mittelfeldplatzierungen und spielte um Titel.
So gewannen sie 2010 mit dem französischen Pokal Coupe de France féminine, der damals noch unter der Bezeichnung Challenge de France féminin lief, zum ersten Mal einen großen Titel. Zum 38-jährigen Bestehen der Frauenmannschaft des Vereins spielten sie am 18. Oktober 2009 erstmals im Parc des Princes vor 5892 Zuschauern gegen den Stadtrivalen Paris FC und gewannen mit 1:0 durch einen Treffer von Camille Abily. Durch die Vizemeisterschaft in der Saison 2010/11 qualifizierten sie sich das erste Mal für einen europäischen Wettbewerb. In der UEFA Women’s Champions League 2011/12 kamen sie bei ihrem europäischen Debüt bis ins Achtelfinale. Wo sie nach Hin- und Rückspiel mit 4:2 dem 1. FFC Frankfurt unterlagen.

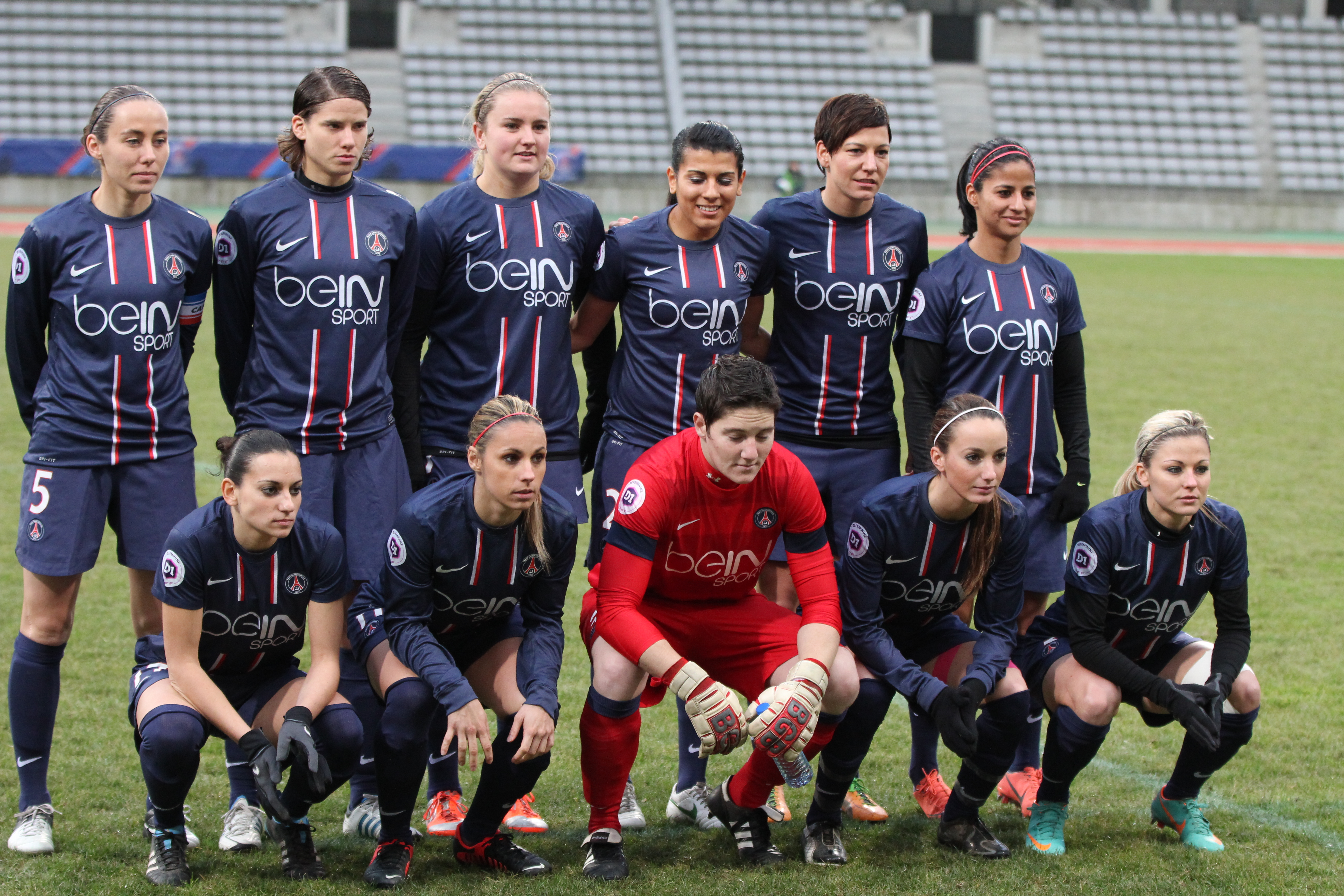
Die PSG-Frauen vor einem Ligaspiel gegen Juvisy FCF im Dezember 2012

Zur Saison 2012/13 hat PSG auch bei den Frauen stark investiert. Neuer Trainer wurde Farid Benstiti, ehemaliger Erfolgscoach der Frauen Olympique Lyons; mit Karima Benameur, der Costa-Ricanerin Shirley Cruz Traña (aus Lyon), Tobin Heath und Lindsey Horan aus den USA, den beiden Deutschen Annike Krahn und Linda Bresonik sowie der Schwedin Kosovare Asllani gewann die Pariser Frauschaft internationale Erfahrung dazu. PSG verfügte mit 4,5 Mio. Euro auch über den mit Abstand höchsten Saisonetat der ersten französischen Frauenfußballliga. Diese „Einkaufspolitik“ setzte sich vor der Spielzeit 2013/14 – aufgrund des zweiten Platzes in der vorangegangenen Saison qualifizierte PSG sich für den europäischen Meisterinnenwettbewerb – fort, als PSG unter anderem die aktuellen Nationalspielerinnen Marie-Laure Delie und Laura Georges, dazu mit Léa Declercq und Ghoutia Karchouni allerdings auch zwei talentierte A-Jugendliche (2012 respektive U-17-Welt- beziehungsweise Vizeeuropameisterin) verpflichtete, die es immerhin auf sechs respektive sieben Ligaeinsätze brachten.
Nach der erneuten Vizemeisterschaft, bei der PSG immerhin Lyon dessen erste Punktspielniederlage nach fast vier Jahren beizubringen vermochte, setzte der Klub seine Einkaufspolitik fort und verpflichtete für 2014/15 aus Schweden Caroline Seger sowie aus Deutschland Fatmire Alushi, Josephine Henning und Ann-Katrin Berger. In dieser Spielzeit wurden die Hauptstädterinnen zwar wiederum nur Ligazweite, schafften es aber zum ersten Mal auf europäischer Ebene unter die beiden besten Frauschaften des Kontinents – unter anderem dank eines Erfolgs im Achtelfinale gegen die heimischen Rivalinnen aus Lyon sowie des Ausschaltens von Titelverteidiger VfL Wolfsburg. Im Finale unterlagen sie allerdings dem 1. FFC Frankfurt mit 1:2.
Zur Saison 2015/16 hatte sich PSG unter anderem mit den beiden brasilianischen Nationalspielerinnen Cristiane und Érika sowie mit Anja Mittag verstärkt, wurde aber dennoch erneut nur französischer Vizemeister. In der Saison 2016/17 haben die Frauen des Vereins unter ihrem neuen Trainer Patrice Lair sowohl das Finale um den nationalen als auch dasjenige um den europäischen Pokal erreicht. In beiden Endspielen, die mit knapp zwei Wochen Abstand ausgetragen wurden, unterlagen sie Olympique Lyon.
2020/21 allerdings setzten die seit 2018 von Olivier Echouafni trainierten Pariserinnen sich in der Champions League gegen Lyon durch, gewannen dabei sogar das Spiel auf Gegners Platz. Zu diesem Zeitpunkt – fünf Begegnungen vor Saisonende – führten sie zudem in der heimischen Liga die Tabelle an. Am 4. Juni 2021 gewann Paris nach einem 3:0-Sieg gegen den FCO Dijon zum ersten Mal die französische Meisterschaft und durchbrach damit die Serie von Lyon, das zuvor 14 Meistertitel in Folge geholt hatte. In der folgenden Saison holten die Frauen ihren dritten Landespokaltitel, unterlagen im europäischen Wettbewerb allerdings im Halbfinale einmal mehr Lyon. Am 24. Mai 2022 wurde Didier Ollé-Nicolle als Trainer aufgrund mutmaßlich unangemessenen Verhaltens vorübergehend suspendiert; Co-Trainer Bernard Mendy betreute die Frauschaft während der letzten beiden Begegnungen der Saison 2021/22.

## Stadion
Von 1971 bis 2012 spielte Paris im Stade Municipal Georges Lefèvre, mit einer Sitzplatzkapazität für 2164 Zuschauern. Im Rahmen der Professionalisierung der Mannschaft zog sie 2012 ins Stade Sébastien Charléty mit 20.000 Sitzplätzen. Für die Saison 2017/18 kehrten sie kurzzeitig ins Georges Lefèvre zurück, bevor sie zu Beginn der Saison 2018 ins Stade Jean-Bouin mit 20.000 Plätzen zogen. Ausgewählte Spiele finden weiterhin im Georges Lefèvre statt. Spiele in der UEFA Women’s Champions League finden auch im Parc des Princes statt. Am 20. November 2020 schlug Paris im sogenannten Duell Le Classique ihren großen Rivalen Olympique Lyon im Parc des Princes mit 1:0.

## Erfolge

### International
- UEFA Women’s Champions League: Finalist 2015, 2017

### National
- Französische Meisterschaft: 2020/21
- Französischer Pokal: 2009/10, 2017/18, 2021/22, 2023/24